# Aname kirrama
Espèce
Aname kirrama est une espèce d'araignées mygalomorphes de la famille des Anamidae.

## Distribution
Cette espèce est endémique du Queensland en Australie. Elle se rencontre dans les monts Kirrama.

## Description
La carapace du mâle holotype mesure 3,88 mm de long sur 2,81 mm et l'abdomen 3,25 mm de long sur 1,88 mm.

## Étymologie
Son nom d'espèce lui a été donné en référence au lieu de sa découverte, les monts Kirrama.

## Publication originale
- Raven, 1984 : A new diplurid genus from eastern Australia and a related Aname species (Diplurinae: Dipluridae: Araneae). Australian Journal of Zoology Supplementary Series, no 96, p. 1-51.